# Anthony Montgomery
Anthony T. Montgomery (* 2. června 1971 Indianapolis, Indiana) je americký herec a hudebník. Je vnukem jazzového kytaristy Wese Montgomeryho.
Vystudoval herectví na Ball State University, poté se věnoval stand-up komediím. Po přestěhování do Kalifornie debutoval v roce 1998 malou rolí ve filmu Povodeň, později dále hostoval např. v seriálech JAG, Hvězdná brána, Frasier, Čarodějky, Námořní vyšetřovací služba či Dr. House. V roce 2000 byl ve filmu Leprechaun in the Hood poprvé uveden jako A. T. Montgomery. V letech 2000 a 2001 se objevil v celkem 11 epizodách seriálu Popular. Posléze ztvárnil jednu z hlavních postav ve sci-fi seriálu Star Trek: Enterprise, kormidelníka Travise Mayweathera.
Vydal album vlastní hudby na základě témat Star Treku s názvem What You Know About…, v roce 2008 vydal debutové hip hopové album pojmenované prostě A.T..